# The Quarrymen
The Quarrymen (scris și „The Quarry Men”) este o formație muzicală britanică de skiffle și rock 'n' roll, înființată la început în Liverpool în 1956, și care a evoluat în decursul a patru ani în The Beatles. Formată la început din John Lennon și mai mulți colegi de școală ai săi, The Quarrymen și-au luat numele de la un vers din imnul școlii Quarry Bank High School unde învățau Lennon și majoritatea membrilor formației. Mama lui Lennon, Julia Lennon, și-a învățat fiul să cânte la banjo după care le-a arătat lui Lennon și lui Eric Griffiths cum să-și acordeze chitarele la fel ca pe banjo, și i-a învățat acorduri și cântece simple.
Lennon a fondat o formație de skiffle denumită pentru scurt timp Blackjacks, dar i-a schimbat numele înainte de a interpreta în public. Unele relatări afirmă că Lennon a fost cel care a ales noul nume, dar altele îl creditează pe prietenul său, Pete Shotton, cu meritul acesta. The Quarrymen au cântat la petreceri, reuniuni de la școală, în cinematografe și la concursuri de skiffle pentru amatori înainte ca Paul McCartney să se alăture formației în octombrie 1957. George Harrison a venit și el la începutul lui 1958 la recomandarea lui McCartney, deși Lennon s-a opus la început, considerând că Harrison (care avea doar 14 ani când a făcut cunoștință cu Lennon) era prea mic.
Formația a făcut o înregistrare de amatori în 1958, cântând „That'll Be the Day” a lui Buddy Holly și „In Spite of All the Danger” - un cântec scris de McCartney și Harrison. La începutul lui 1960, formația a început să exploreze diverse alte nume. După ce Lennon l-a recrutat pe colegul lui de școală Stuart Sutcliffe, formația a încercat numele de Silver Beetles și alte variații, rămânând la numele de The Beatles în august 1960 când au cântat prima oară la Hamburg. În 1997 cei cinci membri fondatori ai formației (adică toți cu excepția lui Lennon) s-au reunit și au cântat la aniversarea de 40 de ani a momentului când Lennon și McCartney s-au întâlnit pentru prima oară. Formația a hotărât să continue să cânte și, din 1998, au cântat în mai multe țări din toată lumea. Griffiths a murit în 2005, iar Shotton s-a retras din activitate pe motive de sănătate. În 2011, trei dintre membrii fondatori încă mai cântă sub titulatura „The Quarrymen”.

## Primii ani
Pe la jumătatea anilor 1950, în Regatul Unit a revenit la modă stilul muzical „skiffle” apărut în SUA și care fusese popular acolo în perioada interbelică. Pe lângă moda de a asculta acest gen de muzică în rândul adolescenților britanici, a apărut și o altă modă de înființare de formații care interpretează genul. Una din principalele atracții ale lui era aceea că nu era nevoie de pricepere deosebită sau de instrumente costisitoare. Primii artiști skiffle britanici au fost muzicieni de jazz tradițional. În anii 1950, cel mai de succes promotor britanic al genului a fost Lonnie Donegan. Repertoriul inițial al formației The Quarrymen conținea mai multe cântece înregistrate de Donegan.
Când Lennon a vrut să încerce și el să cânte, a luat lecții de chitară împreună cu colegul lui de școală de la Quarry Bank, Griffiths, la Hunt's Cross, Liverpool, deși Lennon a renunțat la scurt timp la lecții pentru că se axau mai mult pe teorie și nu pe interpretarea efectivă.
Cum Griffiths știa deja să cânte la banjo, mama lui Lennon le-a arătat cum să acordeze primele patru corzi ale chitarelor la aceleași note ca un banjo, i-a învățat acordurile re, do și re7, și cântecul „Ain't That a Shame” de Fats Domino. Ei au exersat acasă la mătușa lui Lennon de pe 251 Menlove Avenue unde stătea Lennon, sau acasă la Griffiths în Halewood Drive. Ei au învățat să cânte „Rock Island Line”, „Jump Down Turn Around (Pick a Bale of Cotton)”, „Alabamy Bound” și „Cumberland Gap”, după care au învățat și „That's All Right” și „Mean Woman Blues”.
Împreună cu Griffiths, Lennon a înființat propria sa formație de skiffle (numită la început „The Blackjacks”) în vara lui 1956, și l-a recrutat pe Shotton, prietenul lui cel mai bun, deși Shotton nu știa să cânte la niciun instrument. Shotton a ales să cânte la washboard, întrucât acesta necesită simpla lovire a instrumentului, găsit de mama lui în șopron, împreună cu două degetare din cutia ei de cusut. După o săptămână Shotton l-a chemat pe Bill Smith, un alt coleg de școală, să cheme la un contrabas artizanal, iar Griffiths l-a invitat pe colegul lui Rod Davis (care tocmai își cumpărase un banjo).
După câteva zile, s-a renunțat la numele the Blackjacks. Atât Lennon cât și Shotton au fost creditați cu noul nume, Quarrymen bazat pe un vers din imnul școlii: „Quarrymen, old before our birth. Straining each muscle and sinew”. Alegerea numelui a fost ironică, Lennon considerând textul „strângând din fiecare mușchi” (Straining each muscle and sinew) ridicol.

## The Quarrymen

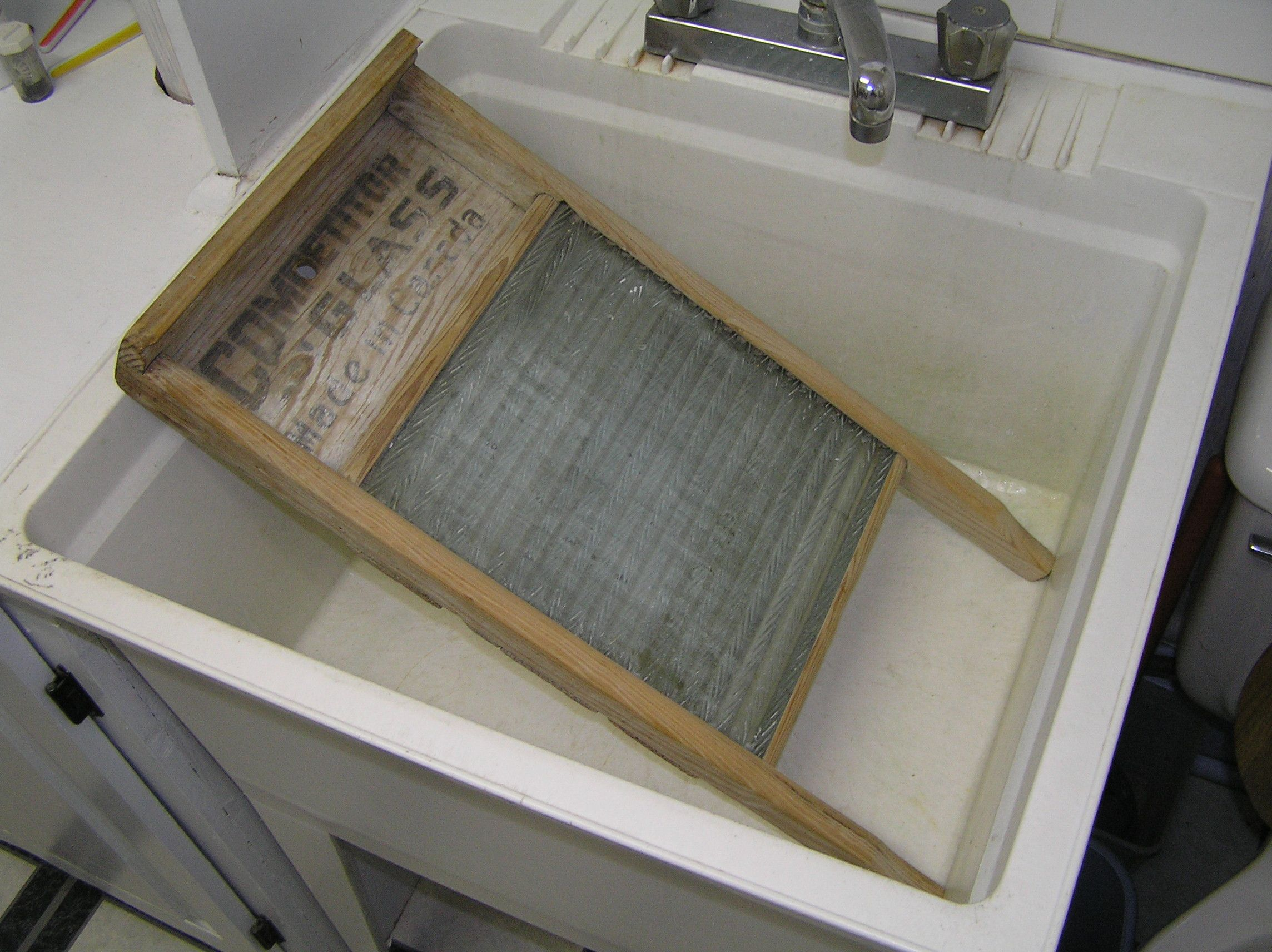
Washboard din secolul al XX-lea, similar celui la care cânta Shotton

Formația făcea la început repetiții acasă la Shotton în Vale Road, dar, din cauza zgomotului, mama acestuia le-a cerut să folosească adăpostul antiaerian antifonat din fundul curții. Bill Smith a cântat la doar două spectacole și venea rareori la repetiții, așa că Lennon a hotărât că e mai bine ca el să fie înlocuit de prietenul lui, Len Garry. Când s-a luat hotărârea, s-a întâmplat ca Smith să aibă la el contrabasul artizanal și, de teama unei reacții violente a lui Smith, Lennon și Shotton au hotărât să intre în garajul părinților lui Smith și și-au „recuperat” instrumentul. Un alt amic al lui Lennon, Ivan Vaughan, cânta ocazional la repetiții când Garry nu putea veni. Colin Hanton era ucenic la firma de tapițerie a lui Guy Rogers din Speke, și făcea naveta la serviciu cu același autobuz cu care Griffiths se ducea la școală. Hanton i-a spus că are o baterie, dar că este doar amator. Griffiths s-a dus acasă la Hanton să-l vadă cum cântă. Griffiths l-a invitat pe Hanton să facă parte din The Quarrymen, întrucât cu un baterist, formația beneficia de un avantaj net în fața altor formații din Liverpool, având astfel posibilitatea să cânte și rock 'n' roll, nu doar skiffle.
Locul de repetiții s-a mutat din frigurosul adăpost antiaerian în casa lui Hanton sau a lui Griffiths—tatăl lui Griffiths murise în al Doilea Război Mondial, iar mama lui muncea toată ziua. Formația a vizitat-o și pe mama lui Lennon pe Blomfield Road nr. 1, ascultându-i colecția de discuri rock 'n' roll ale lui Elvis, „Let the Good Times Roll” a lui Shirly and Lee, și „Be-Bop-A-Lula” a lui Gene Vincent, pe care și le-au adăugat la repertoriu. Un alt coleg de școală,  Nigel Walley, a dat și el din când în când câte o mână de ajutor, cântând la contrabas artizanal, dar într-o zi și-a uitat instrumentul într-o stație de autobuz și s-a hotărât să devină manager al formației. Deși el nu a adus formației prea multe contracte plătite, el a trimis fluturași la teatrele și sălile de dans locale, și a pus afișe concepute de Lennon: „Country-and-western, rock n' roll, skiffle band — The Quarrymen — Open for Engagements — Please Call Nigel Walley, Tel.Gateacre 1715” (Formație de country-and-western, rock n' roll, skiffle — The Quarrymen — disponibilă — contactați Nigel Walley...).
Walley a obținut două recitaluri în pauza dintre filme la cinematograful Gaumont (de lângă Penny Lane) sâmbăta după-amiaza, iar Quarrymen au cântat și la petreceri și în concursuri de skiffle din zona Liverpool.
Impresarul canadian Carroll Levis a organizat un concurs de skiffle, la care le-a cerut tuturor celor opt grupuri participante să cânte doar câte trei minute fiecare. The Quarrymen a interpretat „Worried Man Blues”, și au fost aplaudați generos, dar o formație din Țara Galilor pe nume Sunnyside Skiffle Group „a țopăit pe toată scena” și le-a luat prim-planul staticilor Quarrymen; galezii au fost invitați de Levis să cânte o a doua piesă la sfârșitul concursului. Lennon s-a certat cu Levis în culise, spunând că Sunnyside Skiffle Group aduseseră un autobuz plin cu susținători care să-i aplaude, și că Levis le-a creat un avantaj incorect. După concurs, Levis a folosit un aplauzometru (o mașină care măsoară în decibeli reacția publicului la fiecare formație) pus în funcțiune în vreme ce formațiile care cântau se îndreptau spre culise. The Quarrymen și Sunnyside Skiffle Group au ieșit la egalitate, obținând 90 de puncte pe aparat dar, după un al doilea teste, The Quarrymen au pierdut la limită.

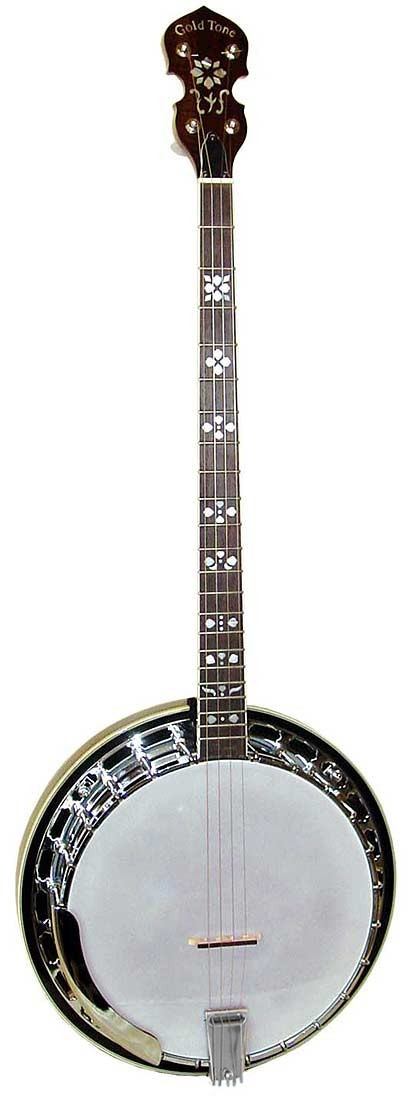
Griffiths, Davis și mama lui Lennon știau să cânte la banjo, iar Lennon a învățat acorduri de banjo pe chitară

Când juca golf cu Dr. Joseph Sytner, Walley—care se lăsase de școală la 15 ani pentru a deveni jucător profesionist de golf la Lee Park Golf Club—l-a întrebat pe dr. Sytner dacă fiul lui, Alan, ar putea să-i angajeze pe The Quarrymen să cânte la The Cavern, în Mathew Street, unul dintre cele trei cluburi de jazz pe care le gestiona. Sytner a sugerat ca formația să cânte întâi la clubulde golf, ca să o poată evalua. Formația s-a instalat în foaierul de la parterul clubului de golf, și au fost surprinși să vadă cum aproape o sută ed oameni s-au strâns să asculte. Chiar înainte de interpretare, lui Davis i s-a stricat fermoarul de la pantaloni, și a trebuit să și-i acopere cu un banjo. Interpretarea a avut succes, într-o pălărie plimbată prin public strângându-se aproape 15 lire, mult mai mult decât câștiga orice altă formație.
Alan Sytner l-a sunat pe Walley după o săptămână și a oferit formației un interludiu de skiffle între două formații de jazz la The Cavern. Înainte de a cânta la The Cavern, The Quarrymen au cântat gratis pentru clubul de tineret Sf. Petru, de la biserica St. Barnabas, și au fost invitatul principal la o serată dansată la Quarry Bank School. Atunci, Lennon l-a auzit pentru prima oară pe Little Richard cântând „Long Tall Sally” acasă la colegul lui de clasă, Michael Hill, lângă Penny Lane, și i s-a părut că Richard cântă mai bine ca Elvis. Formația a învățat să cânte numeroase piese ale lui Elvis, printre care și „Don't Be Cruel”, „All Shook Up” și „Heartbreak Hotel”, precum și cântece ale lui Eddie Cochran și Jerry Lee Lewis.
Înainte de a cânta la clubul Cavern, formația a discutat în contradictoriu despre set list, întrucât la club nu erau permise cântece rock 'n' roll, dar skiffle-ul era tolerat, fiind considerat o variantă de jazz. După ce a început cu un cântec skiffle, Lennon le-a cerut celorlalți să cânte „Don't Be Cruel”. Davis l-a avertizat pe Lennon că publicul „o să[-i] mănânce de vii”, dar Lennon l-a ignorat și a început să cânte el, obligându-i și pe ceilalți să-l urmeze. La jumătatea cântecului, Sytner și-a făcut loc prin public și i-a dat lui Lennon un bilet pe care scria „Cut out the bloody rock 'n' roll” (Termină naibii cu rock 'n' rollul).
După ce a cântat la o aniversare de zi de naștere în aer liber acasă la mătușa lui Hanton, Shotton a hotărât să părăsească formația, spunând „Nu-mi place asta, John--nu e pentru mine”. Lennon a apucat washboardul și l-a spart în capul lui Shotton, lăsându-i cadrul de lemn în jurul umerilor, după care i-a spus: „Well, that solves that then, doesn't it?” („Păi asta s-a rezolvat așa, nu?”) La insistențele lui Lennon, Shotton a acceptat să mai cânte în câteva locuri (după ce i s-a reparat washboardul) înainte de a pleca. Sâmbătă, 22 iunie 1957, The Quarrymen au avut un concert important;— pe o camionetă la o petrecere în aer liber în Rosebery Street, Liverpool, la aniversarea a 750 de ani a acordării chartei orașului Liverpool de către regele Ioan.

### Paul McCartney
Sâmbătă, 6 iulie 1957, The Quarrymen au cântat la petrecerea în aer liber Rose Queen de la biserica Sf. Petru din Woolton. Prima oară au cântat pe platforma unui camion în mișcare, într-o procesiune de care alegorice, condusă de orchestra Cheshire Yeomanry. La 4:15, au cântat pe scenă pe o pajiște din spatele bisericii, înaintea unui spectacol al câinilor Polției Liverpool. Ei cântau „Come Go with Me” când a sosit Paul McCartney. După interpretare, Ivan Vaughan l-a prezentat pe McCartney lui Lennon, iar cei doi au purtat o discuție de câteva minute înainte ca formația să se instaleze în sala bisericii pentru a cânta la „marele dans” din acea seară. McCartney a arătat cum și-a acordat chitara, apoi a cântat piesa lui Eddie Cochran „Twenty Flight Rock”, „Be-Bop-A-Lula” a lui Gene Vincent și o serie de cântece ale lui Little Richard.
Vaughan și McCartney au plecat înaintea spectacolului de seară, început la ora 8. În timpul spectacolului, a izbucnit o furtună care a provocat întreruperea alimentării cu energie electrică. Bob Molyneux, un tânăr coleg de școală de la Quarry Bank, a înregistrat o parte din concert pe magnetofonul său portabil Grundig TK8. Pe bandă au fost înregistrate versiuni ale pieselor „Puttin' on the Style” a lui Lonnie Donnegan și „Baby Let's Play House” a lui Elvis. În 1963, Molyneux i-a oferit lui Lennon banda prin Ringo Starr, dar Lennon n-a dat niciun răspuns, iar Molyneux a pus banda într-un seif.
În drumul spre casă după concert, Lennon și Shotton au discutat întâlnirea cu McCartney, iar Lennon a sugerat că poate ar putea să-l invite pe McCartney să intre în formație. După două săptămâni Shotton s-a întâlnit cu McCartney care se plimba cu bicicleta prin Woolton, și i-a transmis invitația lui Lennon de a face parte din The Quarrymen. McCartney a spus că va veni în formație după tabăra de cercetași de la Hathersage, și după o vacanță petrecută cu familia la tabăra Butlins din Filey, Yorkshire. Când s-a întors din vacanță, McCartney a început să repete cu The Quarrymen, cântând piese ca „Bye Bye Love” (The Everly Brothers) și „All Shook Up”, pe care Lennon și formația se străduiau să le învețe, fără prea mult succes. În timpul verii, Davis fusese plecat în vacanță în Franța, la Annecy, și când s-a întors a constatat că McCartney se alăturase formației. Prin venirea lui McCartney, cântecele rock 'n' roll înlocuiseră mare parte din materialul skiffle din repertoriul formației. Davis a considerat că banjoul este nepotrivit noii direcții a formației și s-a retras fără supărare. În 1960, când era student la Universitatea Cambridge, Davis a înregistrat piesa „Running Shoes” cu Trad Grads, pentru Decca Records (Decca, 45-F 11403), iar Lennon s-a supărat când a aflat.
McCartney a debutat cu formația în ziua de 18 octombrie 1957 la o întrunire a Clubului Conservator ținută la New Clubmoor Hall în cartierul Norris Green al Liverpoolului. Lennon și McCartney au purtat jachete sport de culoare crem, plătite de toată formația—Walley a strâns câte doi șilingi și jumătate pe săptămână de la fiecare membru până la plata întregii sume—iar ceilalți au purtat cămăși cu canafuri și cravate Bolo negre. Spre iritarea celorlalți membri ai formației, McCartney a exersat la nesfârșit uvertura de chitară de la cântecul „Raunchy” (al saxofonistului Bill Justis) și un solo din „Guitar Boogie Shuffle”, timp de câteva zile înainte de interpretare, pentru ca în acea seară (după ce a fost prezentat în mod special de Lennon ca nou membru al formației) să rateze începutul de la „Raunchy”, să cânte notele greșite, și să se dea înapoi rușinat între Hanton și Garry. Toată lumea se aștepta ca Lennon să facă un comentariu sarcastic, dar văzându-l pe veșnic încrezătorul McCartney atât de deprimat, Lennon a izbucnit în râs. În ziua de joi, 7 noiembrie, Charlie McBain i-a angajat pe The Quarrymen să cânte la Wilson Hall în Garston, Merseyside.

### George Harrison
The Quarrymen au cântat la New Clubmoor Hall în ziua de 10 ianuarie 1958 și la Cavern pe 24 ianuarie. Colegul de școală al lui McCartney, Harrison (cu un an mai mic, la Institutul Liverpool) a văzut prima oară formația cântând la 6 februarie la Wilson Hall. Harrison a dat o probă pentru formație în Morgue Skiffle Club al lui Rory Storm, cântând „Guitar Boogie Shuffle” (de Bert Weedon) în martie 1958. Lennon a considerat că Harrison (de 14 ani) este prea tânăr să intre în formație, așa că McCartney a pus la cale o altă întâlnire la etajul unui autobuz din Liverpool, unde Harrison i-a cântat lui Lennon „Raunchy”. În urma insistențelor lui McCartney, Lennon l-a acceptat în cele din urmă pe Harrison (care între timp împlinise 15 ani) ca chitarist. Formația a repetat apoi acasă la McCartney, fără a-i spune lui Griffiths. Când acesta a telefonat din întâmplare acasă la McCartney, Lennon, Harrison și McCartney au rămas în camera din spate, obligându-l pe Hanton să explice situația. Griffiths a părăsit grupul The Quarrymen la scurt timp după aceasta.
În martie, Garry a contractat meningită tuberculoasă, și a stat șapte luni în spitalul Fazakerley, după care nu a mai cântat niciodată cu formația. În 1958, McCartney a interpretat prima sa compoziție proprie, „I've Lost My Little Girl”, în fața lui Lennon, care a fost plăcut surprins și impresionat, după cum relatează Shotton. The Quarrymen au învățat multe cântece de la The Everly Brothers, cum ar fi „Cathy's Clown”, „All I Have to Do Is Dream”, „Wake Up Little Susie”, și chiar și părțile a doua ale discurilor, ceea ce a contribuit la rafinarea artei interpretative a lui Lennon și McCartney.
După ce a părăsit formația, Griffiths s-a înrolat în marina comercială—călătorind în America de Sud și Canada—iar la întoarcerea la Liverpool avea să vândă sau să facă schimb cu Lennon și McCartney de discuri cu Buddy Holly sau Chuck Berry. McCartney povestește că Holly a fost cel care i-a inspirat pe el și pe Lennon să compună mai multe cântece, întrucât Holly și-a compus propriile piese, nebazându-se pe o echipă de compozitori. Atunci au fost înregistrate două din cântecele scrise de Lennon și McCartney: „One After 909” (scrisă chiar de The Beatles și inclusă pe albumul Let It Be) și „Like Dreamers Do”, cu care The Applejacks au avut un mare succes în 1964. Primul cântec compus de Lennon, „Hello Little Girl”, a fost și el scris tot atunci. John Duff Lowe (coleg de școală cu McCartney) a cântat și el din când în când la pian cu formația în vara lui 1958, atunci când era disponibil un asemenea instrument.

## Înregistrări
Percy Phillips avea un studio denumit Phillips' Sound Recording Services la 38 Kensington, Liverpool, între bucătărie și camera din față ce funcționa ca prăvălie de electrice. Actori de la Liverpool Playhouse locuiau adesea în camera de deasupra studioului, iar Phillips îi ruga să înregistreze monologuri și poezii. Phillips împlinise de curând 60 de ani când a auzit Harrison de studio de la chitaristul de la Storm, Johnny Byrne, care înregistrase acolo o versiune a piesei „Butterfly” la 22 iunie 1957.
The Quarrymen au rezervat studioul pentru 12 iulie 1958, dar când au ajuns, Lennon, McCartney, Harrison, Hanton și Lowe au fost uimiți cât de mic și slab dotat era, cu un singur microfon în mijlocul camerei. Phillips le-a cerut să plătească înregistrarea înainte de a-și instala echipamentele, așa că fiecare membru a plătit câte 3 șilingi și 6 pence, dar Phillips le-a cerut o suprataxă pentru transferarea înregistrării de pe bandă pe disc. Cum aceasta era prea mare, Phillips a propus ca, pentru un preț redus, să facă înregistrarea direct pe vinil.
Formația s-a hotărât ca unul din cele două cântece pe care avea să le înregistreze să fie „That'll Be the Day”, dar cei cinci nu puteau hotărî ce cântec să înregistreze pe fața a doua a discului. După ce au înregistrat „That'll Be the Day” (Lennon propusese ca Hanton să pună o eșarfă peste toba mică pentru a reduce volumul), Phillips le-a cerut să înregistreze imediat al doilea cântec. Ei au cerut timp să repete, dar Phillips a refuzat, spunându-le: „Pentru două-ș' trei de pence, nu vă las să stați aici toată ziua”. McCartney a propus „In Spite of All the Danger” (una din primele compoziții ale lui McCartney, ajutat puțin și de Harrison) deși Lowe și Hanton nici nu auziseră piesa vreodată. Lowe și Hanton au cântat după ureche, iar Phillips le-a dat celor cinci un disc fragil de 78rpm, care timp de o săptămână a trecut prin mâinile membrilor formației și a fost împrumutat la prieteni. Ulterior, discul s-a pierdut, fiind redescoperit în 1981 de Lowe, care i l-a vândut lui McCartney în schimbul unei sume rămasă confidențială. Cele două înregistrări au fost incluse pe albumul Anthology 1 din 1995.

## De la The Quarrymen la The Beatles
Mama lui Lennon, Julia, a murit într-un accident rutier la 15 iulie 1958, iar Lennon și-a pierdut interesul față de formație timp de mai multe luni. Lowe a renunțat să mai apară la pian împreună cu formația, pentru că stătea prea departe de locul unde se țineu repetițiile, iar faptul că nu putea veni decât cu autobuzul însemna că putea repeta doar în weekenduri. Formația a continuat să cânte, și a cântat de exemplu la nunta fratelui lui Harrison, Harry, la Speke, în ziua de 20 decembrie 1958, și la petrecerile dansante ale Școlii de Arte, vinerea, din două în două săptămâni, unde erau presentați drept „The College Band” (deși primele două recitaluri au fost fără Hanton).
După alte două recitaluri (la 1 ianuarie, la o petrecere a clubului social Speke Bus Depot din Wilson Hall, organizată de tatăl lui Harrison, și la 24 ianuarie, la o petrecere la Woolton Village Club), formația a cântat la Pavilion Theatre în Lodge Lane, unde managementul căuta o formație care să cânte regulat în reprize de 30 de minute între sesiunile de bingo. Primul recital de la Pavilion Theatre a mers bine, dar în pauză Lennon, McCartney și Hanton au băut bere dată de management, după care au trecut la „Poor Man's Black Velvets”: un cocktail din două jumătăți de halbă de Guinness și cidru amestecate. Lennon, McCartney și Hanton s-au îmbătat și al doilea recital a fost foarte slab, iar în autobuz, pe drumul spre casă, McCartney, băut, l-a criticat dur pe Hanton că nu a cântat destul de bine. Shotton (care venise și el să vadă recitalul) a intervenit între ei pentru a-l opri pe Hanton să-l atace pe McCartney, și l-a ajutat pe Hanton să coboare cu bateria din autobuz. Hanton nu a mai luat legătura cu formația.
Lennon și McCartney au continuat să scrie cântece împreună, dar cum nu se întrevedea niciun contract, Harrison a cerut să fie primit în grupul Tornados al lui Storm, dar mama lui Storm l-a refuzat, pe motiv că Harrison este prea mic. Harrison a intrat apoi în Les Stewart Quartet împreună cu Les Stewart, chitaristul Ken Brown și Geoff Skinner. Mona Best a deschis The Casbah Coffee Club la 29 august 1959, iar Brown a aranjat ca acest cvartet să cânte regulat acolo. După ce Brown a pierdut câteva repetiții ca să contribuie la decorarea interiorului de la the Casbah, Stewart a refuzat să mai cânte. Brown și Harrison i-au chemat repede pe Lennon și McCartney să ocupe locurile rămase libere, și au reactivat numele de The Quarrymen. Ei au cântat o serie de șapte seri de sâmbătă la the Casbah în schimbul a 15 șilingi fiecare pe seară, între 29 august și octombrie 1959, în formația: Lennon, McCartney, Harrison și Brown („Quarryman onorific”), fără baterist și cu un singur microfon conectat la micul amplificator al clubului. Recitalul inaugural a avut drept public 300 de adolescenți din zonă, dar cum demisolul nu avea aer condiționat și oamenii dansau, aerul s-a încălzit până când a devenit irespirabil.
După succesul primei seri, Mona i-a angajat pe The Quarrymen permanent, dar cum nu exista amplificare corespunzătoare, Lennon a convins-o pe Mona să angajeze un tânăr chitarist amator pe nume Harry să țină un mic recital introductiv pentru The Quarrymen, aceasta doar pentru a putea folosi amplificatorul de 40 de watts al acestuia. La 10 octombrie, formația s-a certat cu Best pe tema remunerației pentru recitalul din the Casbah din acea seară. Brown venise acolo, dar era bolnav și nu putea cânta, așa că Best i-a spus să se odihnească în sufrageria ei de la etaj. Ea a insistat apoi că Brown merită să fie plătit pentru că a venit, dar restul formației, în frunte cu McCartney, a insistat să primească ei și partea lui Brown. După conflict, The Quarrymen au plecat din the Casbah și au pus capăt colaborării permanente.

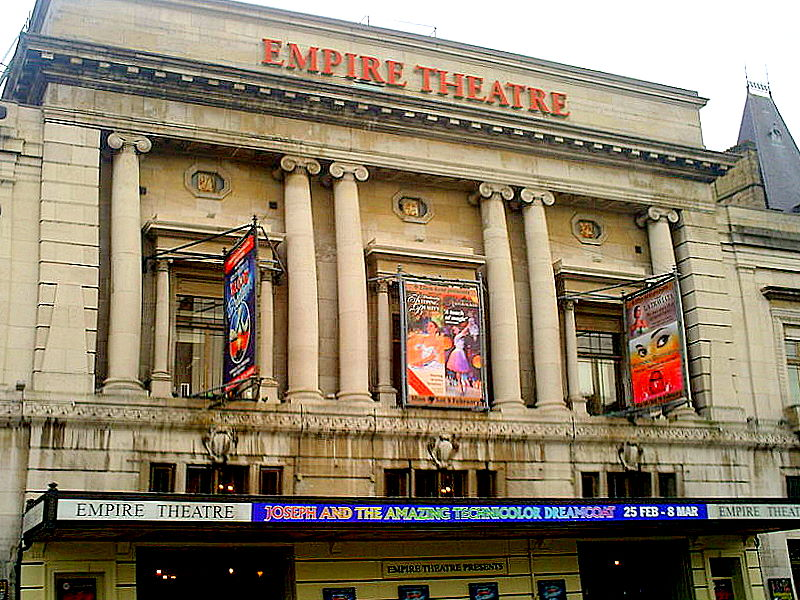
Liverpool Empire Theatre, unde au dat probe Johnny and the Moondogs: Lennon, McCartney și Harrison

Sub titulatura de Johnny and the Moondogs, Lennon, McCartney și Harrison s-au înscris la concursul Star Search, al cărui premiu era o apariție la televiziune în emisiunea Discoveries a lui Carrol Levis. Prima audiție a avut loc la Liverpool Empire Theatre la 18 octombrie 1959, și după ce au trecut de ea, au fost invitați să cânte la Manchester Hippodrome pentru etapa finală pe plan local, duminică, 15 noiembrie 1959. Conform lui Ray Ennis de la Swinging Bluegenes (denumită mai apoi The Swinging Blue Jeans), procesul de înscriere la Manchester a durat toată ziua, coada de artiști cu amplificatoare și instrumente întinzându-se pe tot perimetrul clădirii. Lennon (fără chitară), McCartney și Harrison au cântat „Think It Over” a lui Buddy Holly, dar ultimul tren sau autobuz de Liverpool pleca la 9:47, iar la 9:20 mai erau încă 12 numere. Cum cei trei împreună mai aveau în total doar o liră, nu mai puteau rămâne. În timp ce plecau, Lennon a văzut o chitară electrică într-un colț lângă ușa scenei și a luat-o, spunând mai târziu că drumul „n-a fost o pierdere totală”.
În vacanța școlară din 1960, Lennon și McCartney au cântat de două ori împreună sub numele de Nerk Twins, după ce au făcut autostopul până la cârciuma Fox and Hounds din Caversham, Reading, care era ținută de Mike Robbins și soția sa Elizabeth (verișoara lui McCartney). Robbins fusese și el într-o formație denumită „the Jones Boys”, și le-a povestit lui Lennon și McCartney despre meseria artistică. Lennon și McCartney au lucrat la bar împreună, primind 5 lire fiecare, și au cântat sâmbătă 23 aprilie 1960, și din nou duminică, înainte de a reveni la Liverpool.

### Stuart Sutcliffe
Lennon, împreună cu colegii săi Bill Harry, Stuart Sutcliffe și Rod Murray, l-au văzut la Universitatea Liverpool pe poetul Royston Ellis, după care s-au întâlnit într-un pub din Liverpool, Ye Cracke. Dezamăgit de calitățile lui Ellis, Harry a propus ca cvartetul să se numească The Dissenters, și să facă Liverpoolul celebru: Lennon cu muzica, Sutcliffe și Murray cu picturile și Harry cu scrisul, dar după ce au discutat cu Sutcliffe într-o seară la Casbah Coffee Club, Lennon și McCartney l-au convins pe Sutcliffe să cumpere o chitară bas Höfner 500/5 cu banii câștigați din expoziția de artă John Moore. Până în mai 1960, lui Lennon, McCartney și Harrison li s-a alăturat și Sutcliffe, care după unele surse ar fi sugerat schimbarea numelui formației în Beatals/Beetles. Cum formația trebuia mereu să se bazeze pe amplificatoarele disponibile în locurile unde cânta, ei au realizat că trebuie să-și cumpere unul al lor. Harry i-a auzit adesea pe Lennon, McCartney și Harrison repetând sau cântând în cantina Colegiului de Arte de la subsol, dar după ce Sutcliffe s-a alăturat grupului The Quarrymen, Harry s-a plâns că Sutcliffe ar trebui să se concentreze pe artele plastice, nu pe muzică, considerându-l un basist bun, dar nu excelent.
Cum Harry și Sutcliffe erau membri ai comisiei sindicatului studenților de la Colegiul de Artă din Liverpool, ei au propus ca colegiul să-și cumpere propriul amplificator pentru petrecerile dansante, la care The Quarrymen cântau frecvent. Mai târziu, formația a pus stăpânire pe amplificator și l-a luat la Hamburg. Abia la 7 martie 1962, sindicatul studenților l-a trimis pe Pete Mackey să-i ceară lui Lennon să returneze echipamentul, sau să plătească contravaloarea, dar Lennon i-a spus acestuia că îl vânduse la Hamburg. Managerul The Beatles, Brian Epstein, l-a contactat [e Fred O’ Brien de la sindicatul studenților și i-a făcut oferta unui concert The Beatles la Colegiul de Arte Liverpool în schimbul sumei modice de 5 lire, dar a fost refuzat. La revenirea de la Hamburg, Sutcliffe nu a fost primit să-și termine studiile pentru ATD (Art Teachers Diploma).
Brian Cass, de la Cass and the Casanovas, a auzit formația repetând într-o seară în clubul Jacaranda (al lui Allan Williams) și i-a promis lui Lennon că dacă își schimbă numele în Long John and the Silver Beetles (după modelul Buddy Holly and The Crickets), îi va ajuta să-și găsească un baterist. Lui Lennon nu i-a plăcut numele, considerând că îl pune în legătură cu legendarul pirat Long John Silver, dar a acceptat să schimbe numele formației în The Silver Beetles. În mai 1960, ei au efectuat un turneu în Scoția, sub acel nume, împreună cu cântărețul liverpoolean Johnny Gentle. În cele din urmă formația a adoptat numele de The Beatles pentru perioada de la Hamburg.

## Membrii
În cei patru ani în care formația a cântat sub titulatura The Quarrymen (1956–1960), opt persoane au fost la un moment sau altul membri permanenți, câțiva alții având apariții ocazionale. În lista de mai jos ei apar în ordinea datei la care s-au alăturat grupului (în cazul membrilor stabili) sau în ordinea primei apariții (în cazul membrilor onorifici sau temporari). Instrumentul trecut în listă este cel folosit în perioada 1956-1960. 

### Membrii stabili
- John Lennon - 1956-1960 - (chitară și voce). Membru fondator. (d. 1980)
- Pete Shotton - 1956-1957 - (washboard). Membru fondator.
- Eric Griffiths - 1956-1958 (chitară). Membru fondator. (d. 2005)
- Rod Davis - 1956-1957 - (banjo). Membru fondator.
- Len Garry - 1956-1958 - (contrabas artizanal). Membru fondator.
- Colin Hanton - 1956-1959 - (percuție). Membru fondator.
- Paul McCartney - 1957-1960 (chitară și voce).
- George Harrison - 1958-1960 (chitară și voce). (d. 2001)

### Membri onorifici sau ocazionali
- Bill Smith - 1956 ("tea-chest" bass) Membru fondator al primei formații fără nume; a cântat cu The Quarrymen la câteva apariții la început, înainte de a pleca.
- Ivan Vaughan - 1956-1958 (contrabas artizanal) A cântat la câteva repetiții și spectacole. (d. 1993)
- Nigel Walley – 1956-1958 (contrabas artizanal) A cântat la câteva repetiții și spectacole, după care a devenit „manager”.
- John Duff Lowe - 1958 (pian) A cântat la mai multe spectacole în 1958 și la înregistrările de la Percy Phillips din 1958.
- Ken Brown - 1959 (chitară) A cântat la câteva spectacole în septembrie-octombrie 1959 ca Quarryman „onorific”. (d. 2010)
- Stuart Sutcliffe - 1960 (chitară electrică bas) A cântat la câteva repetiții la începutul lui 1960 înainte de a se renunța la numele The Quarrymen. (d. 1962)

## De la reuniunea din 1997 încoace
Membrii rămași în viață ai formației the Quarrymen s-au reîntâlnit în 1997 pentru a 40-a aniversare a recitalului din 1957 de la petrecerea din Woolton village - ocazia cu care s-au întâlnit Lennon și McCartney. Au cântat toți cei cinci membri fondatori rămași în viață: Pete Shotton, Rod Davis, Len Garry, Eric Griffiths și Colin Hanton. După aceasta, formația a continuat să cânte - efectuând turnee în Regatul Unit, SUA, Germania, Japonia, Rusia și alte țări. Repertoriul formației se concentrează pe skiffle și pe rock 'n' roll timpuriu, ca și în perioada de început, adăugând și perspectiva istorică de roots rock ce se manifestă prin ilustrarea felului în care The Beatles au fost inspirați de muzica americană.
În 2000, producătorul și istoricul The Beatles Martin Lewis a organizat interpretarea cântecului Del-Vikings Come Go with Me de către formație (acesta a fost primul cântec pe care McCartney își amintește că l-a auzit pe Lennon cântându-l în prima zi în care s-au întâlnit) - pentru a fi utilizat pe coloana sonoră a filmului Two Of Us al lui Michael Lindsay-Hogg - un film despre ultima zi în care s-au văzut Lennon și McCartney - în aprilie 1976.
Eric Griffiths a murit în 2005, iar Pete Shotton s-a retras pe motive de sănătate. În 2010, restul de trei membri fondatori continuau să cânte în toată lumea. Lor li se alătură din când în când John Duff Lowe, care a cântat la pian cu formația în vara lui 1958.
În septembrie și octombrie 2010, formația a efectuat un turneu în SUA, la 70 de ani de la nașterea membrului fondator John Lennon. Ei au apărut într-un concert de caritate pentru Amnesty International, în cinstea lui Lennon, la New York City chiar în ziua în care Lennon ar fi împlinit 70 de ani, 9 octombrie 2010.